# Carpolobia gabonica
Carpolobia gabonica är en jungfrulinsväxtart som beskrevs av Franciscus Jozef Breteler. Carpolobia gabonica ingår i släktet Carpolobia och familjen jungfrulinsväxter. Inga underarter finns listade i Catalogue of Life.